# سید محسن صادقی
سید محسن صادقی (زادهٔ ۱۳۴۴) سیاستمدار و مدیر اجرایی ایرانی است که از آبان ۱۴۰۳ به‌عنوان استاندار زنجان فعالیت می‌کند. وی پیش‌تر در دولت دوازدهم سرپرست دفتر بازرسی ویژه نهاد ریاست‌جمهوری بوده است.
او از رزمندگان جنگ ایران عراق است که تجربه‌های مدیریتی خود را از جوانی آغاز نمود و پله پله تا سطوح بالای مدیریتی پیش رفته است. سید محسن صادقی از زمان ورود به عرصه مدیریت در حوزه‌های مختلفی از سیاست در سطح مدیریتی استان و کشور فعالیت داشته است و همچنین سابقه تدریس در دانشگاه‌های مختلف داشته است. صادقی بعد از بازگشت از جنگ، به تحصیل در رشته علوم سیاسی ژئوپلیتیک پرداخت و تا قبل از ورود به عرصه مدیریت سال‌ها به تدریس مشغول بوده است.

## سوابق اجرایی
- مشاور رئیس سازمان سرمایه‌گذاری و کمک‌های اقتصادی و فنی ایران (۱۳۸۱–۱۳۷۸)
- معاون سیاسی، امنیتی و اجتماعی استانداری سیستان و بلوچستان (۱۳۸۶–۱۳۸۴)[۴][۵]
- مشاور وزیر کشور (۱۳۸۹–۱۳۸۶)
- مدیرکل اطلاعات استان یزد
- مدیرکل پیشگیری از وقوع جرم قوه قضائیه (۱۳۹۲–۱۳۸۹)
- معاون سیاسی، امنیتی و اجتماعی استانداری خراسان رضوی (۱۳۹۵–۱۳۹۳)[۶]
- معاون امور سیاسی، فرهنگی و اجتماعی دفتر بازرسی ویژه نهاد ریاست‌جمهوری (۱۳۹۶–۱۳۹۵)
- سرپرست ریاست دفتر بازرسی ویژه نهاد ریاست‌جمهوری (۱۴۰۰–۱۳۹۶)[۷]
- عضو دبیرخانه مجمع تشخیص مصلحت نظام (اکنون–۱۴۰۰)
- استاندار زنجان (اکنون–۱۴۰۳)